# De Rosa (Band)
De Rosa war von 2000 bis 2009 eine fünfköpfige britische Indie-Band aus Glasgow. Ihr Stil wurde beeinflusst von den Pixies, Nirvana und Fugazi.

## Geschichte
De Rosa wurde zur Jahrtausendwende von Kunststudent Martin John Henry (Gitarre und Gesang) in Glasgow gegründet. Ursprünglich zu fünft, ist bald nur noch Henry übrig, der sich 2003 Verstärkung in Form der Brüder James (Bass) und Neil Woodside (Schlagzeug) holt. Ihren ersten Plattenvertrag unterschreiben die drei beim Glasgower Gargleblast-Label, wo im Juli 2004 ihre erste Single Camera / All Saints Day veröffentlicht wird. Auf die Band aufmerksam geworden bestärkt John Peel sie darin, so schnell wie möglich mit den Aufnahmen zum Debütalbum Mend zu beginnen. Gebremst durch Henrys Studium erstreckt sich die Produktion über anderthalb Jahre, bis Mend schließlich im Juni 2006 erscheint. In der Zwischenzeit wird Camera zusammen mit dem Track Amy's Song nochmals als Single veröffentlicht. Das neue Label der Band ist diesmal Chemikal Underground. Verstärkung erhalten De Rosa kurz nach der Veröffentlichung des Debütalbums durch Chris Connick, der zuvor bereits im Studio und bei Live-Auftritten mitwirkte und nun als Lead-Gitarrist fester Bestandteil der Band wird. Nach Veröffentlichung ihres Debüts touren De Rosa durch UK und Deutschland, parallel arbeiten sie an Songs für den Nachfolger, der unter dem Namen Prevention im März 2009 erscheint. Unterstützung erhalten sie darauf von Barry Burns (Mogwai), der dazu Folgendes sagt: „Ich halte es ernsthaft für eine der größten Ehren meiner Karriere, dass ich gefragt wurde, einige Klavierparts auf dieser großartigen Aufnahme zu spielen“. Nach der Veröffentlichung ihres zweiten Albums löst sich die Band im gleichen Jahr auf.

## Diskografie
Alben
- 2004: Mend
- 2009: Prevention